# Lieschgrasrüssler
Der Lieschgrasrüssler (Sphenophorus striatopunctatus) ist ein Rüsselkäfer aus der Unterfamilie der Dryophthorinae, die ehemals auch als Dryophthoridae oder Rhynchophorinae bekannt waren. Synonyme sind Rhynchophorus abbreviatus Herbst 1795, Curculio fimbriatus Gmelin 1790, Sphenophorus helveticus Stierlin 1882 und Curculio mutilatus Laichartaing 1781. Die Gattung Sphenophorus ist in Europa mit fünf Arten vertreten.
Der Gattungsname Sphenophorus von altgriechisch σφήν ‚sphēn, sphenós‘ ‚Keil‘ und φορός ‚phorós‘ ‚tragend‘ bezieht sich vermutlich auf die Form des Rüssels. Der Artname striatopunctatus von lat. ‚striātus‘ ‚gestreift‘ und ‚punctātus‘ ‚punktiert‘ bezieht sich auf die Flügeldecken, auf denen Streifen und Punkte abwechseln. Den Namen Lieschgrasrüssler verdankt die Art seiner Entwicklung in Lieschgras.
|                                        |                                                           |
| Abb. 2: Fühler von hinten              |                                                           |
|                                        |                                                           |
| Abb. 1: Auge (rechts Halsschild- rand) | Abb. 3: Ausschnitt Flügel- decke                          |
|                                        | Abb. 4: rechtes Vorderbein (Schiene und Tarse) von hinten |

## Merkmale des Käfers
Der schwarze, langovale Käfer erreicht eine Länge von 6,5 bis 9 Millimeter (ohne Rüssel). Er ist damit der kleinste der drei mitteleuropäischen Arten der Gattung. Er ist flach gewölbt und erscheint kahl.
Der mäßig nach unten gebogene Rüssel ist etwa so lang wie der Halsschild, fast glatt und nach vorn gestreckt. An der Einlenkungsstelle der Fühler ist er verdickt, davor stielrund und schlank. Die Fühlerbasis ist bei den Weibchen breiter als bei den Männchen. Die ovale Grube, in der der Fühler eingelenkt ist, liegt nahe der Fühlerbasis und mündet nicht in eine Fühlerrinne (Abb. 1). Sie ist scharfkantig begrenzt, aber nicht nach hinten durch einen stumpfen Zahn abgeschlossen. Die Fühler (Abb. 2) sind gekniet, der Schaft ist etwas länger als die Geißel ohne Keule. Das zweite Glied der Fühlergeißel ist nicht deutlich länger als breit, die folgenden sind breiter als lang. Die sechsgliedrige Geißel ist insgesamt gedrungener als bei den beiden anderen mitteleuropäischen Arten. Die auffallend abgeplattete Fühlerkeule besteht aus drei Gliedern. Die beiden letzten sind klein und dicht gelb behaart, das erste glänzend und im Gegensatz zu ähnlichen Arten mit gerundeten Seiten. Die nierenförmigen Augen sind sehr flach und liegen seitlich am Kopf tiefer als der Rüssel (Abb. 1).
Der Halsschild ist länger als breit und verjüngt sich nach vorn stärker als nach hinten. Die breiteste Stelle ist etwa in der Mitte, sie ist schmaler als die Flügeldecken gemeinsam. Am Vorderrand ist der Halsschild außer in der Mitte linienförmig abgeschnürt, seine Basis leicht konvex. Der Halsschild ist kräftig punktiert, die Punktierung wird zur Mitte weniger dicht und ist in einem schmalen Längsstreifen in der Mitte erloschen.
Die Flügeldecken sind länglich, fast eiförmig. Sie sind am Ende einzeln verrundet und lassen das Pygidium unbedeckt. Dieses ist dicht und kräftig punktiert. Eine Schulterbeule ist ausgebildet. Die Flügeldecken sind durch fein eingerissene Punktstreifen in alternierend breite Intervalle zerlegt. Auf diesen verlaufen zwei bis drei unregelmäßigen Punktreihen. Das 2., 4., 6., ... Intervall ist in der Regel schmaler und dichter punktiert als die ungeraden Intervalle. Dadurch entsteht ein ungewöhnliches Muster. An jedem Punkt entspringt eine kleine, gelbliche Haarschuppe, die jedoch nur bei Vergrößerung und günstigem Lichteinfall deutlich erkennbar ist (Abb. 3).
Der Hinterleib zeigt auf der Unterseite fünf Segmente, die durch geradlinige Nähte gegeneinander begrenzt sind. Das fünfte Segment ist breiter als das dritte und vierte gemeinsam. Die Vorderhüften sind getrennt. Die Schienen sind fein längs gekielt. Die die Hinterseite begrenzenden Kiele sind bewimpert. Die Schienen enden in einem kräftigen, nach innen gebogenen Dorn, der auf der Vorder- und Innenseite ansetzt (Abb. 4). Die Tarsen sind scheinbar viergliedrig, das Klauenglied ist auffallend lang.

## Biologie
Die Larven entwickeln sich in den Wurzeln von Binsen und Riedgräsern. Bevorzugt werden Wiesen-Lieschgras und Gewöhnliche Teichbinse. Die Imagines sind langlebig und überwintern in Moos versteckt. Sie benötigen warme und trockene Orte in Wassernähe, etwa sandige Stellen in sonnigen Flussauen oder Flussdämme. Entsprechend bieten auch künstliche Biotope wie Golfplätze einen günstigen Lebensraum. Auf Sportanlagen und Golfplätzen in Italien wurden die Larven im Wurzelwerk eines Mischrasens mit Deutschem Weidelgras und Wiesen-Rispengras schädlich. Bei Versuchen mit 120 Sorten des Wiesen-Rispengrases wurden nur 20 Sorten durch die Larven geschädigt. Am gefährdetsten waren die Sorten „Princeton“, „Optigree“ und „Midnight“, am wenigsten geschädigt wurde die Sorte „Conni“.
Die Art bringt pro Jahr eine Generation hervor. Sie überwintert als Imago. Der Käfer erscheint im Frühjahr und wird am häufigsten im Mai gefunden. Er führt einen Reifungsfraß durch. Die Eier werden einzeln in die Blattscheide am basalen Teil der Pflanzen abgelegt. In Italien schlüpfen die Larven noch im Mai. Sie leben in der untersten Schicht des Rasens und fressen an den Wurzelhälsen. Im Juli dringen sie abhängig von der Feuchtigkeit bis zu zehn Zentimeter tief in den Boden ein und fressen an den Graswurzeln. Diesen Fraß setzen sie im August fort. Die Verpuppung erfolgt im Wurzelhals, Ende August erscheinen die Imagines und ziehen sich bald in das Winterquartier zurück. Von der Eiablage bis zum Schlüpfen der Imago vergehen etwa 100 Tage, wobei sieben Larvenstadien auftreten. Die Imagines werden 10 bis 11 Monate alt. Die Schädigung des Rasens (Vergilben bis Absterben) ist im Juni und Juli zu beobachten.

## Verbreitung
Die Art ist in Süd- und Mitteleuropa verbreitet. In Mitteleuropa ist der Käfer selten und fehlt im Flachland. Die Art fehlt in Portugal. Die nördliche Grenze des Verbreitungsgebietes verläuft durch Frankreich, die Beneluxstaaten, Deutschland, Polen, Belarus und die Ukraine. Das Verbreitungsgebiet ist jedoch lückenhaft. Aus Tschechien und der Slowakei, Slowenien, Kroatien, Bosnien-Herzegowina, Albanien, Mazedonien, Griechenland und Moldawien liegen keine Fundmeldungen vor.

## Gefährdung
Die Art wird in Deutschland auf der Vorwarnliste der Roten Liste geführt.